# Tyta lineosa
Tyta lineosa är en fjärilsart som beskrevs av Arnold Spuler 1907. Tyta lineosa ingår i släktet Tyta och familjen nattflyn. Inga underarter finns listade i Catalogue of Life.